# Capa d'abstracció de maquinari

Capes d'abstracció d'ordinador.

La capa d'abstracció de maquinari (Hardware Abstraction Layer o HAL en anglès) és una especificació i una utilitat de programari que controla els perifèrics del sistema informàtic. L'objectiu de HAL és evitar als desenvolupadors d'implementar el codi manualment a un perifèric específic. En el seu lloc, pot utilitzar una capa connectable que proporciona informació sobre el dispositiu, va dir, com passa per exemple quan un usuari va inserir o extreure un dispositiu USB.
Aquesta capa implementa una sèrie de funcions específiques de maquinari: interfícies d'entrada/sortida, controlador d'interrupcions, caches de maquinari, mecanismes de comunicació multiprocés, etc. Aïlla així el nucli del sistema de les característiques específiques de les plataformes de maquinari.
Sistemes operatius amb HAL (incloent: BSD, Linux i Windows NT) tenen una portabilitat simplificada a través dels diferents tipus de maquinari, tals com sistemes embarcats, o servidors amb diferents arquitectures adequades per al seu funcionament: Intel x86, DEC Alpha, MIPS, PowerPC, etc.
Tingueu en compte que DeviceKit és una altra capa d'abstracció de maquinari, concebuda per reemplaçar «HAL» en sistemes Linux.